# Accipiter gularis
Lo sparviero giapponese (Accipiter gularis (Temminck e Schlegel, 1844)) è un uccello rapace della famiglia degli Accipitridi originario dell'Asia centrale e orientale.

## Descrizione

### Dimensioni
Misura 23–30 cm di lunghezza, per un peso di 85-142 g nel maschio e di 111-193 g nella femmina; l'apertura alare è di 46–58 cm.

### Aspetto
Questo piccolo rapace ha un becco sottile, lunghe ali appuntite, una coda proporzionalmente breve e zampe molto allungate. Tutte queste caratteristiche gli conferiscono una sagoma abbastanza simile a quella degli altri sparvieri. I sessi hanno un piumaggio differente. Inoltre, la femmina è considerevolmente più grande e più pesante del maschio. I giovani sono diversi dagli adulti, ma diventano identici a questi dopo la muta.
Nel maschio adulto, le parti superiori sono ardesia-nerastre. Le guance variano dal grigio al grigio-brunastro. Un po' di bianco orna la nuca e dei piccoli segni bianchi ricoprono le scapolari. La coda grigia presenta tre bande scure e una banda subterminale più larga. La gola bianca è macchiata da vaghe strisce che formano una linea centrale appena visibile nell'ambiente naturale. Le parti inferiori sono prevalentemente di colore grigio-biancastro con una netta sfumatura rossastra e sottili barre marroni. La zona anale è bianca. In alcuni individui, il petto e i fianchi sono talvolta completamente rossi. Nella femmina, le parti superiori sono ardesia-brunastre, ma il cappuccio appare più scuro. La linea centrale della gola è più visibile (ma non quanto nello sparviero besra) e le barre sulle parti inferiori, prive tra l'altro di sfumature rosse, sono più nitide, più strette e più marroni. I giovani hanno parti superiori marrone scuro, con sottili margini delle piume camoscio e rossi. Le guance sono più grigie. Il sopracciglio e la nuca sono biancastri. La coda è perfettamente identica a quella degli adulti, ma le parti inferiori sono interamente bianco-crema con striature marroni sul petto che si trasformano in barre sui fianchi e sulle cosce e in macchie sull'addome. Negli adulti, l'iride varia da arancione a rosso, la cera e le zampe sono gialle. Nei giovani, gli occhi sono marroni, le zampe e i piedi giallo-verdastri.

### Voce
Tranne quando nidifica, lo sparviero giapponese è piuttosto silenzioso. Il suo grido principale è un kik-kik-kik abbastanza simile a quello dello sparviero (Accipiter nisus) e che viene utilizzato nelle stesse situazioni. Per il resto, non sono disponibili ulteriori informazioni.

## Biologia
Gli sparvieri giapponesi sono generalmente molto discreti durante la stagione della riproduzione, tendendo a rimanere sotto le chiome degli alberi, ma durante il periodo invernale sembra che utilizzino posatoi situati in ambienti più aperti. Durante i voli migratori, questi uccelli si dimostrano molto gregari; è possibile allora osservarli in bande piuttosto numerose, mentre il resto dell'anno hanno la tendenza a vivere da soli o in coppia. Come molti accipitridi, gli sparvieri del Giappone eseguono parate aeree. Praticano il volo circolare a grande altezza nel cielo o il volo ondulato con traiettorie a forma di montagne russe. Arrivano anche a muoversi deliberatamente con battiti molto lenti delle ali.
A partire dal mese di settembre quasi tutti gli sparvieri giapponesi migrano verso sud. Il ritorno verso i siti di nidificazione ha luogo da marzo a maggio. Questi animali si spostano seguendo due rotte migratorie differenti: la prima parte da Sakhalin, attraversa il Giappone, le isole Nansei, Taiwan, le Filippine e termina nel nord di Sulawesi e, senza dubbio, nel Borneo. La seconda rotta, utilizzata da un numero molto più consistente di uccelli, tra cui l'astore cinese, ha inizio in Siberia, attraversa la Cina e giunge fino a Sumatra, Giava e le Piccole Isole della Sonda. Talvolta gli esemplari che seguono la seconda rotta sono molto più numerosi: in un caso documentato furono quasi 8000 gli uccelli che sorvolarono Bali durante i mesi di ottobre e di novembre.

### Alimentazione
Gli sparvieri giapponesi si nutrono principalmente di piccoli uccelli, ma mangiano anche un gran numero di insetti e alcuni piccoli mammiferi. Tra gli uccelli oggetto di caccia, dobbiamo citare in primo luogo le passere mattugie che frequentano gli alberi alla periferia delle città, ma anche ogni sorta di zigoli, cince, silvie e picchi muratori. Occasionalmente, attaccano prede più grandi come la gazza aliazzurre asiatica (Cyanopica cyanus) e il colombo torraiolo (Columba livia). L'analisi degli stomaci ha dimostrato che in Giappone la percentuale di insetti nel menu può raggiungere valori compresi tra il 28 e il 40%. I piccoli mammiferi come i toporagni vengono catturati solo quando sono eccezionalmente abbondanti. Anche pipistrelli e rettili vengono menzionati da Handbook of the Birds of the World come possibili prede. I metodi di caccia di questo rapace non sono ancora stati descritti, ma a quanto pare non sono molto diversi da quelli dello sparviero. Gli sparvieri del Giappone si nascondono su un posatoio da cui si lanciano in picchiata, sperando di approfittare dell'effetto sorpresa. Non sono particolarmente adattati alla caccia alla posta, e preferiscono esplorare il loro territorio seguendo i contorni del paesaggio.

### Riproduzione
Gli sparvieri giapponesi si riproducono principalmente da giugno ad agosto. Tuttavia, giovani in età da involo sono stati visti in Cina alla fine di maggio e in Giappone un mese più tardi. Questi uccelli costruiscono un piccolo nido con pezzi di legno e lo rivestono con foglie verdi e pezzi di corteccia. La struttura è situata su un albero a 10 metri di altezza dal suolo, ed è spesso posto appena in prossimità del tronco. In Giappone, la covata comprende 2 o 3 uova, ma in Siberia è più facile incontrare covate che ne comprendono 4 o 5. Il periodo di incubazione varia da 25 a 28 giorni. Non sappiamo esattamente dopo quanto i giovani sparvieri lascino il loro luogo di nascita.

## Distribuzione e habitat
Nelle zone meridionali della taiga e nelle aree subalpine, lo sparviero giapponese frequenta tipicamente le foreste miste o i boschetti radi di alberi di latifoglie. Talvolta è possibile osservarlo in foreste costituite da soli pini. All'interno di tutti questi habitat, si tiene molto spesso lungo il corso dei fiumi o in prossimità degli specchi d'acqua. Nelle isole Nansei, occupa le foreste subtropicali sempreverdi, ma in Giappone si è ormai adattato ai parchi urbani e ai giardini, perfino nell'area metropolitana di Tokyo. Durante la migrazione e in inverno, si insedia spesso nelle piantagioni e nei boschetti in corso di rigenerazione, nei villaggi e nelle aree più aperte dove le zone boscose e le boscaglie si mescolano alle risaie o alle paludi. Lo sparviero giapponese vive dal livello del mare fino a 1800 m, ma si trova soprattutto al di sotto dei 1000 m di altitudine.
Lo sparviero giapponese nidifica nelle regioni orientali dell'Asia, ma i confini del suo areale non sono noti con precisione. Quest'ultimo inizia nel sud della Siberia, dai dintorni di Tomsk sul corso superiore dell'Ob e dall'Altai fino alle regioni occidentali dell'Ussuri, passando per la Transbaikalia, e prosegue verso est almeno fino a Sakhalin e alle isole Curili. In direzione sud, occupa il nord della Mongolia, la Manciuria, il nord-est della Cina (Hebei, Heilongjiang) e senza dubbio il nord della Corea. Al largo della costa, è presente in tutte le isole del Giappone e nell'arcipelago Nansei. Lo sparviero giapponese sverna nel sud-est della Cina, in gran parte dell'Indocina, della penisola thailandese e malese e, più a sud, fino a Sumatra e Giava.

## Tassonomia
La specie è suddivisa in tre razze:
- A. g. sibiricus Stepanyan, 1959, diffusa dal corso superiore dell'Ob e dalla Mongolia, ad ovest, fino al corso medio della Lena e al mare di Okhotsk, ad est; presumibilmente, sverna nel Sud-est asiatico e, forse, nelle Grandi Isole della Sonda;
- A. g. gularis (Temminck e Schlegel, 1844), diffusa nell'Estremo Oriente Russo, a Sakhalin, in Corea, nella Cina nord-orientale e in Giappone; sverna nelle regioni meridionali e sud-orientali della Cina, nelle Filippine, nelle Grandi Isole della Sonda, nella parte settentrionale di Sulawesi e nelle Piccole Isole della Sonda (spingendosi ad est fino a Timor);
- A. g. iwasakii Mishima, 1962, diffusa nelle isole più meridionali delle Ryukyu (Yonaguni, Iriomote, Ishigaki).

## Conservazione
Questa specie è considerata rara in Siberia e in Giappone, ma è possibile che i suoi effettivi siano sottovalutati a causa delle sue abitudini molto discrete. Tuttavia, in quest'ultimo paese, è divenuto più facile avvistarlo da quando si è adattato perfettamente a vivere nelle zone suburbane. Al contrario, in Cina, è abbastanza comune ed è perfino più diffuso dell'astore cinese (Accipiter soloensis). Con un areale che occupa una superficie compresa tra i 4 e i 6 milioni di chilometri quadrati, David Christie stima che la sua popolazione globale sia vicina alle 100.000 unità. Lo sparviero giapponese è classificato come «specie a rischio minimo» (Least Concern).